# Aiguille du Goûter
Aiguille du Goûter (3863 m n.p.m.) – szczyt w Masywie Mont Blanc, w grupie górskiej Mont Blanc. Leży we wschodniej Francji, w departamencie Górna Sabaudia. Prowadzi przez niego "normalna" droga wejścia na Mont Blanc. 48 metrów poniżej wierzchołka znajduje się schronisko Aiguille du Goûter.